# Giovanni Capitello
Giovanni Capitello (Brooklyn, 1979. augusztus 27. –) amerikai forgatókönyvíró, filmrendező és színész. Német és olasz (szicíliai) felmenőkkel rendelkezik. 2000 óta aktív. Híres filmje a Keeping the Faith.

## További információ
- Giovanni Capitello az Internet Movie Database-ben (angolul)
- Giovanni Capitello a Rotten Tomatoeson (angolul)